# 아사히촌 (교토부)
아사히촌(일본어: 旭村)은 일본 교토부 미나미쿠와다군에 설치되었던 정이다.